# Psilonyx dorsiniger
Psilonyx dorsiniger är en tvåvingeart som beskrevs av Zhang och Yang 2009. Psilonyx dorsiniger ingår i släktet Psilonyx och familjen rovflugor. Inga underarter finns listade i Catalogue of Life.